# دوايت ر. فينتر
دوايت ر. فينتر (بالإنجليزية: Dwight R. Winter)‏ هو سياسي أمريكي، ولد في 22 نوفمبر 1887 في سبرينغفيلد في الولايات المتحدة، وتوفي في 23 فبراير 1943 في سارانك ليك في الولايات المتحدة.